# Sarcophage de Mars et Rhéa Silvia

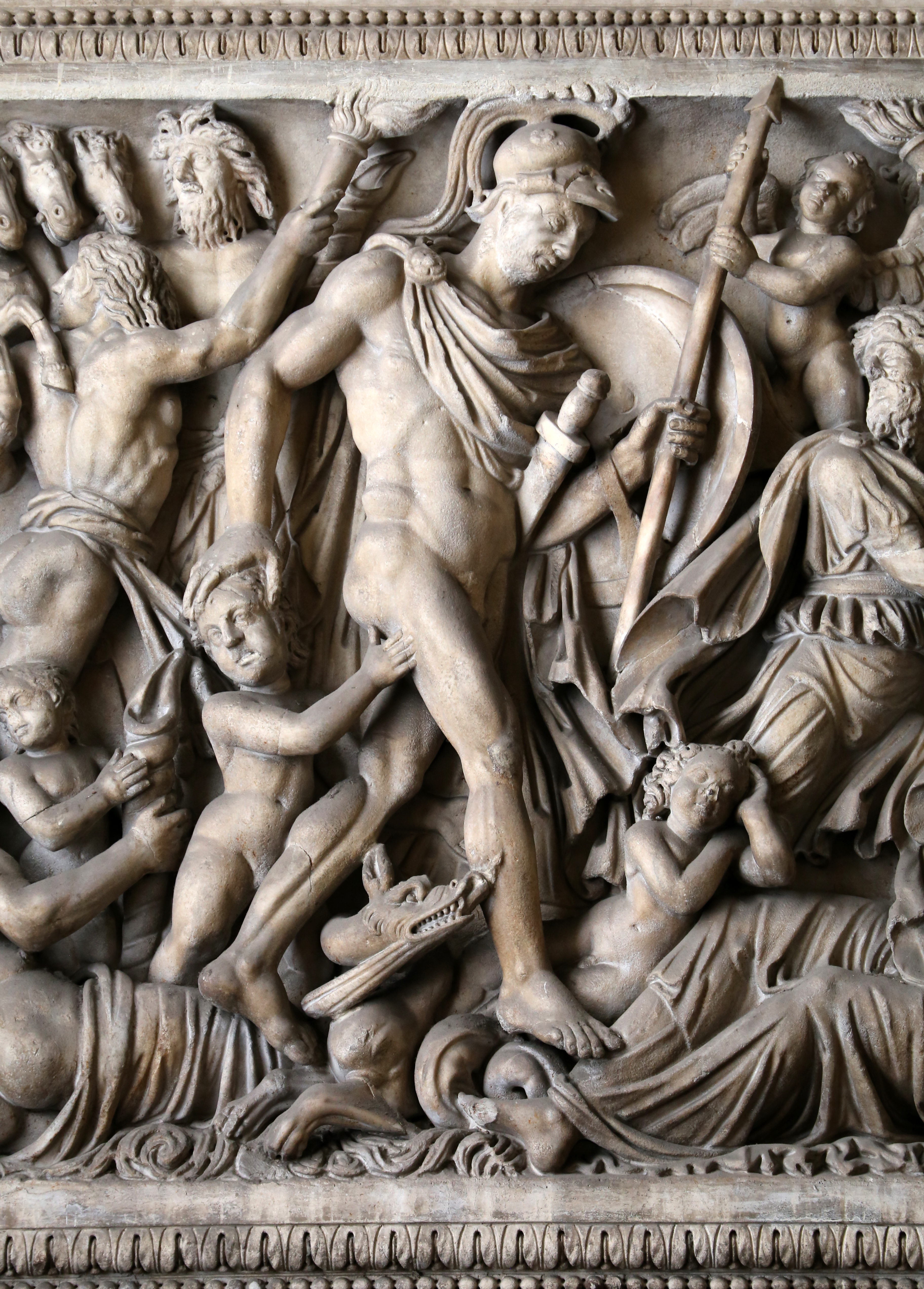
Détail

Le sarcophage de Mars et de Rhéa Silvia, dit aussi sarcophage Mattei, est un sarcophage romain se trouvant dans le palazzo Mattei à Rome. Il remonte aux IIIe – IIe siècles av. J.-C.. La partie avant est dans le palais, tandis que les deux panneaux latéraux, avec des reliefs de l’Allaitement de Romulus et Remus et de Mars et Rhéa Silvia, se trouvent au Musée Pio-Clementino, un des Musées du Vatican,

## Histoire et description
Le sarcophage est décoré avec un complexe décor de hauts reliefs sur sa face avant, encastrée dans le mur de l'escalier du palais, tandis que les côtés sont aujourd'hui conservés au musée du Vatican.
Le sujet est la rencontre entre Mars et Rhéa Silvia, surprise dans son sommeil, et qui allait devenir la mère des jumeaux Romulus et Remus. Plusieurs figures entourent la scène, parmi lesquelles une personnification de la déesse Vénus, assise à la droite, et du dieu de l'Océan, située dans la partie inférieure gauche, par opposition à la déesse Tellus couchée sur le côté opposé. Sur les côtés sont représentées des scènes de la louve allaitant les jumeaux, et une autre représentant le Tibre.
Il existe une copie complète du sarcophage au musée de la Civilisation romaine, la seule qui permette d'apprécier l'original. Il existe des copies des figures du sarcophage, exécutées par l'atelier de Pisanello en 1431-1432, et conservées à la Bibliothèque Ambrosienne à Milan.

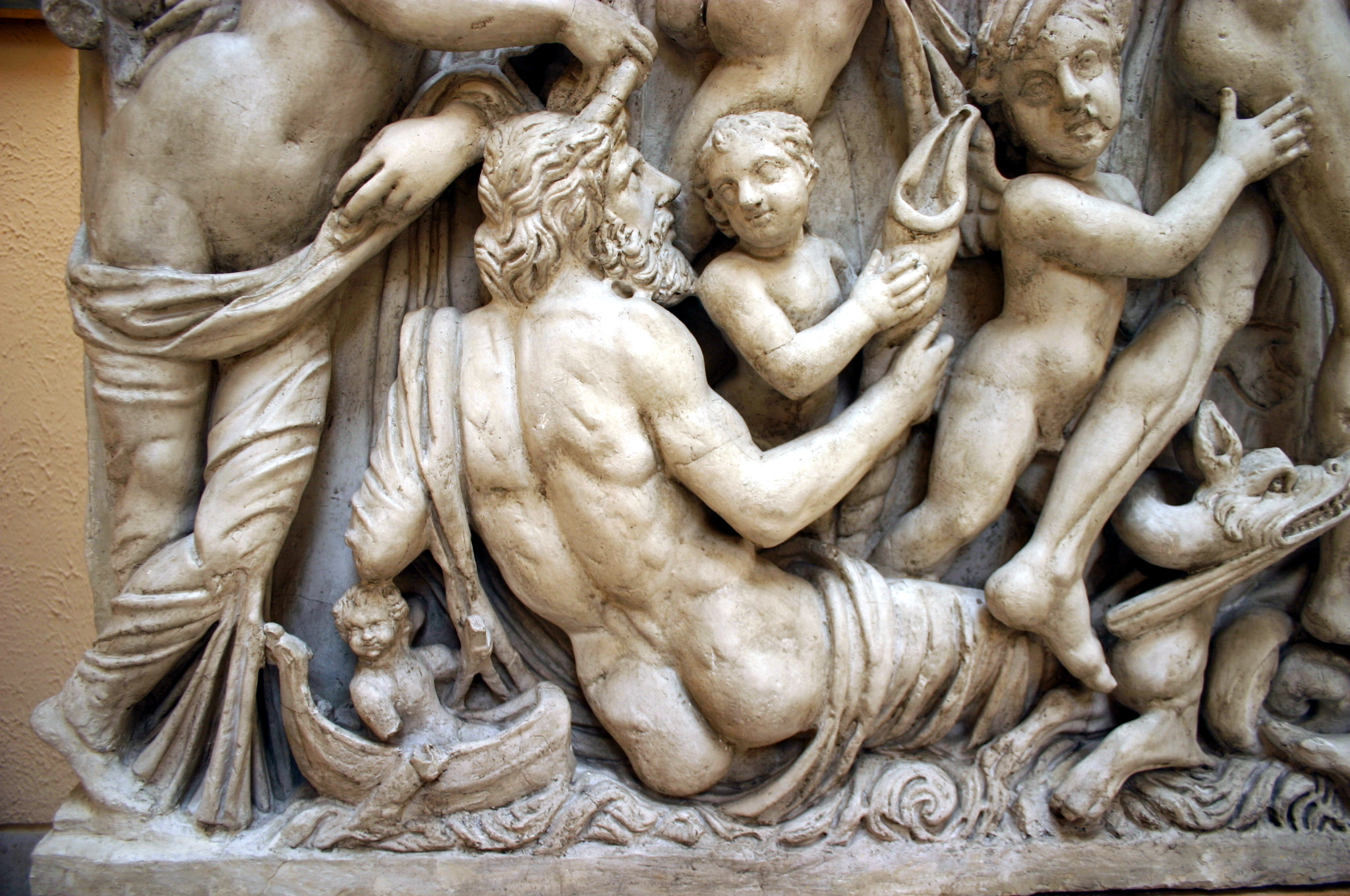
Détail
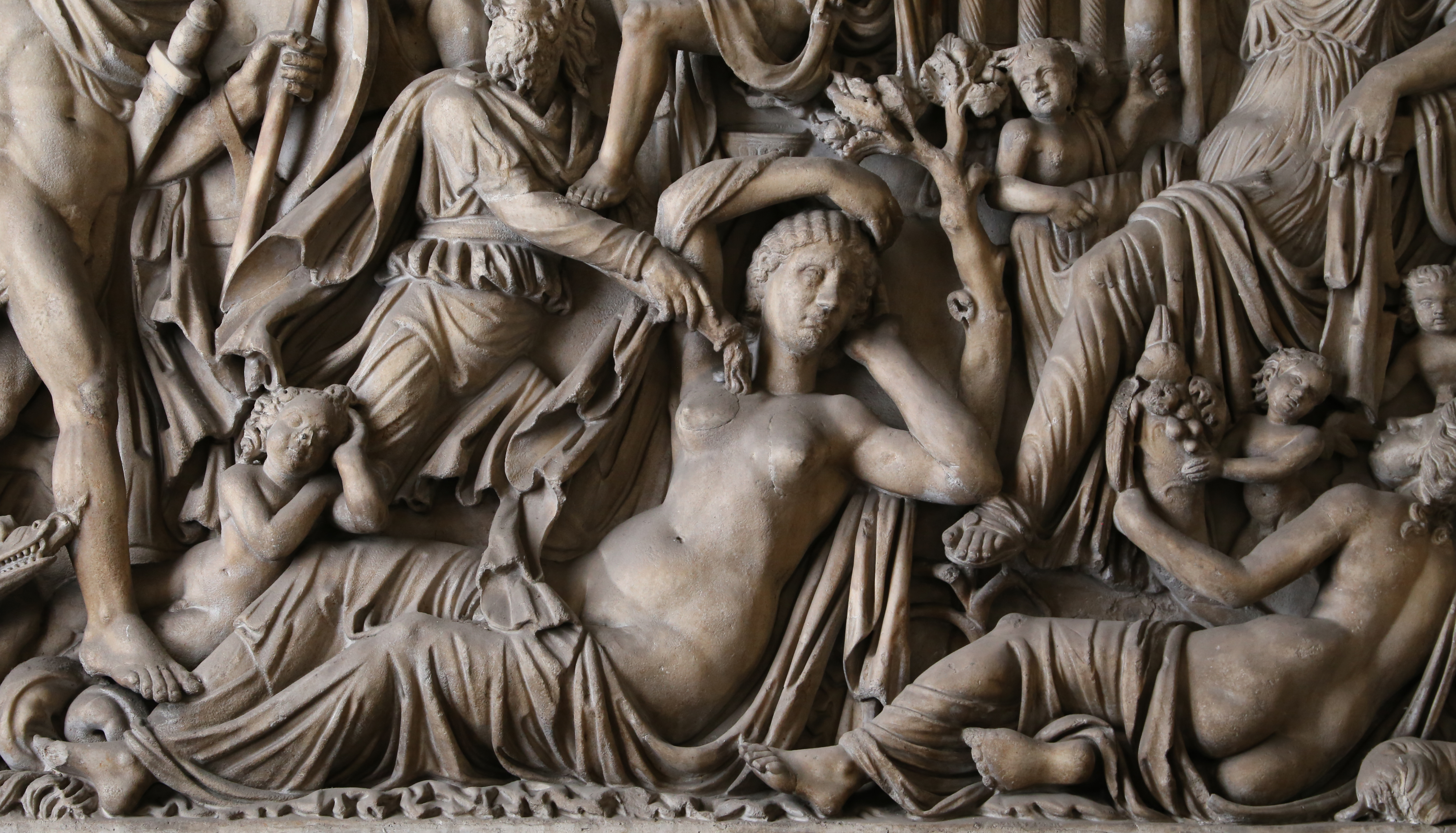
Détail
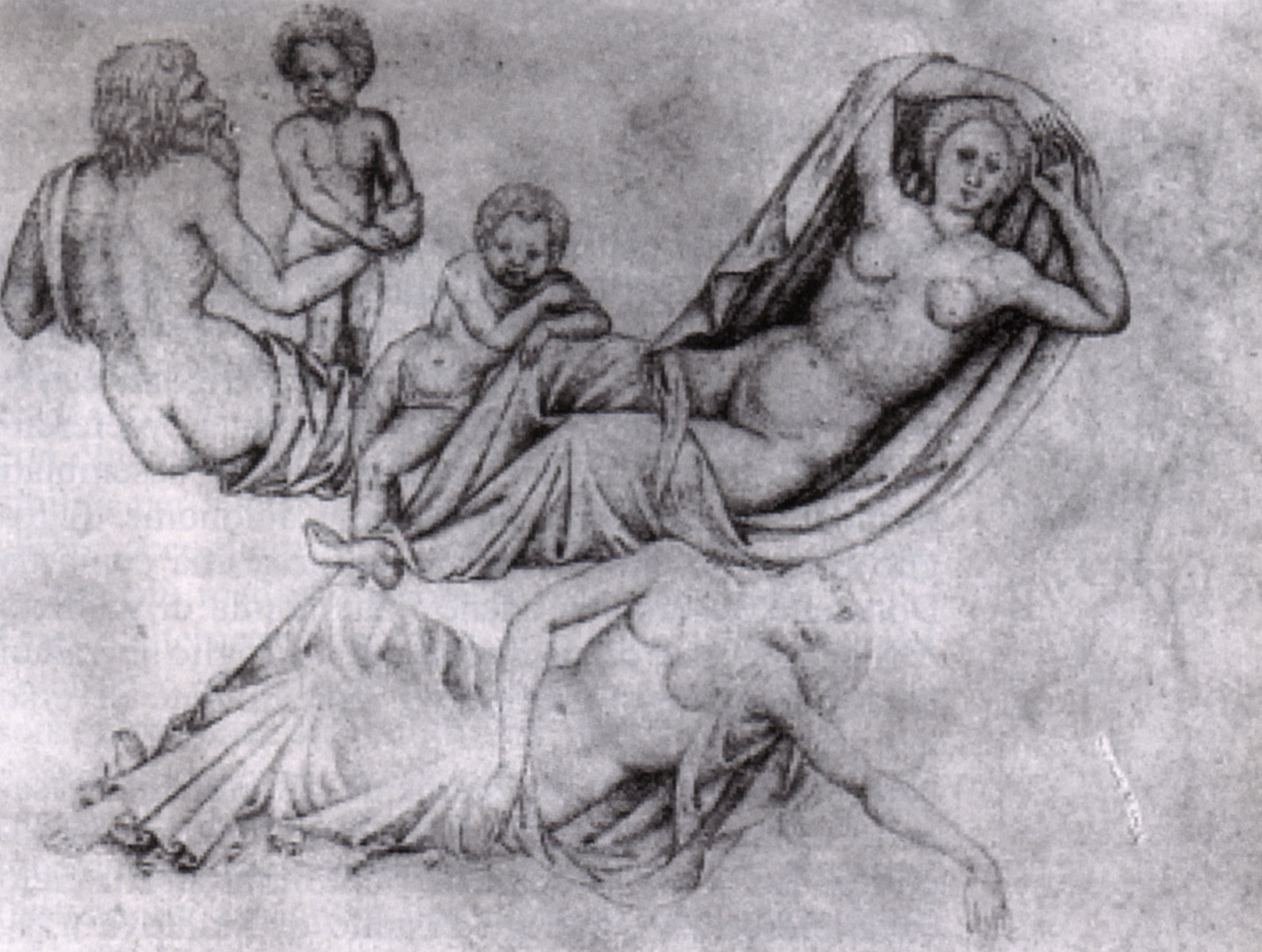
La copie de l'atelier de Pisanello